# Otomís
Els otomí són un dels pobles indígenes de Mèxic, també coneguts com a Ñahñú o hñä hñü, però és una designació ampla del grup de pobles de parla otopame, complex otomí. Com passa amb la major part dels etnònims emprats per referir-se als pobles indígenes de Mèxic, el terme otomí no és natiu del poble al que fa referència. Otomí és un terme d'origen nàhuatl que deriva d'otómitl, paraula que en la llengua dels antics mexiques vol dir qui camina amb fletxes, encara que autors com Wigberto Jiménez Moreno l'hagin traduït com fletxador d'ocells.

Bandera otomí

## Localització
Ocupaven la vall de Toluca, nom donat pels nahues als pobles sedentaris que ocupaven Hidalgo, Estat de Guanajuato, Estat de Mèxic i Querétaro de Arteaga, amb bosses a San Luis Potosí, Puebla i Tlaxcala. Actualment habiten un territori fragmentat que va del nord de Guanajuato al sud-est de l'Estat de Tlaxcala. No obstant això, la major part d'ells es concentra en els estats d'Hidalgo, Mèxic i Querétaro.

## Demografia
Segons el cens mexicà del 2000 eren 646.875 individus, dels quals el 50,6% encara parlava la llengua ameríndia. Entre les diverses varietats de parles otomí podem destacar:
- Est, als veïnatges de Huehuetla i San Bartolo (Hidalgo), Tlachichilco i Ixhuatlán (Veracruz). Entre 17.500 i 20.000 parlants el 1982.
- Mezquital, a la vall de Mezquital (Hidalgo). Entre 80.000 i 100.000 parlants, inclosos 100 a Carolina del Nord (EUA).
- Nord-oest, als estats de Querétaro de Arteaga, Estat de Guanajuato, Hidalgo i Mèxic. Entre 30.000 i 40.000 parlants.
- Sud-est, a Tlaxcala. De 1.000 a 1.500 parlants el 1977.^
- Estat de Mèxic, a l'estat de Mèxic, 7.000 parlants el 1982.
- Temoaya, 35.000 parlants el 1991.
- Tenango, a San Nicolás (Hidalgo) i Puebla. De 8.000 a 10.000 parlants.
- Texcatepec, al NE de Veracruz. De 6.000 a 8.000 parlants el 1977.
- Tilapa, ciutat entre Mèxic, DF i Toluca (Mèxic).

## Monuments

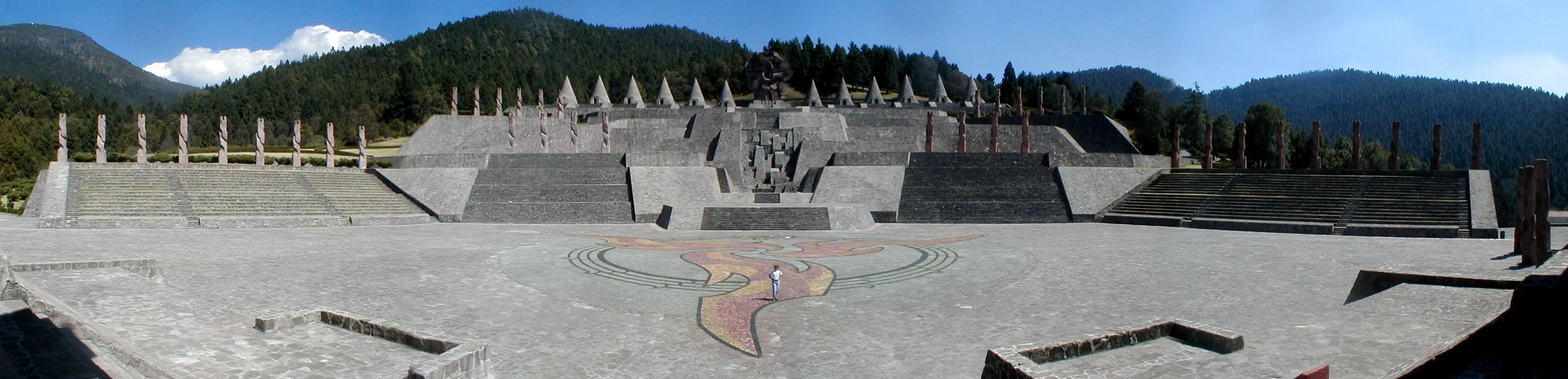
Vista panoràmica del Centre Cerimonial Otomí

## Costums

Venda d'artesania otomí a El Arenal, Estat d'Hidalgo.

Se semblen als nahua en gairebé tot llevat l'idioma, ja que hi vivien molt a prop els uns dels altres, i tots ells es deien descendents dels tolteques; però els nahua els menyspreaven i rebutjaven com a propers, com ho mostra el Còdex Florentí. Tenien forts lligams amb els tepaneca, governants imperials amb base a la ciutat d'Azcapotzalco, que foren vençuts pels mexicans i acolhues el 1430. També els menysperaven com a bàrbars i salvatges, sobretot després de la penetració txitximeca. Però, els respectaven com a guerrers, ja que ambdues cultures tenien títols militars d'alta graduació.

## Història
Els textos historiogràfics sobre els pobles mesoamericans de l'època prehispànica han prestat molt poca atenció a la història dels otomís. Molts segles enrere, al territori que ocupaven els otomís a l'arribada dels espanyols van florir grans ciutats com Cuicuilco, Teotihuacan i Tula. Fins i tot, en la Triple Aliança que dominava l'anomenat "Imperi Asteca", Tlacopan va heretar els dominis d'Azcapotzalco, amb majoria de població otomí. No obstant això, gairebé mai s'esmenten els otomís com a protagonistes de la història mesoamericana prehispànica, potser perquè la complexitat ètnica del centre de Mèxic en aquesta època no permet distingir les contribucions dels antics otomís d'aquelles produïdes pels seus veïns. Només fins a anys recents comença a aparèixer algun interès sobre el paper que va jugar aquest poble en el desenvolupament de les altes cultures del Planell Mexicà, des del Període Preclàssic fins a la Conquesta.

### Els pobles otomís en l'època prehispànica

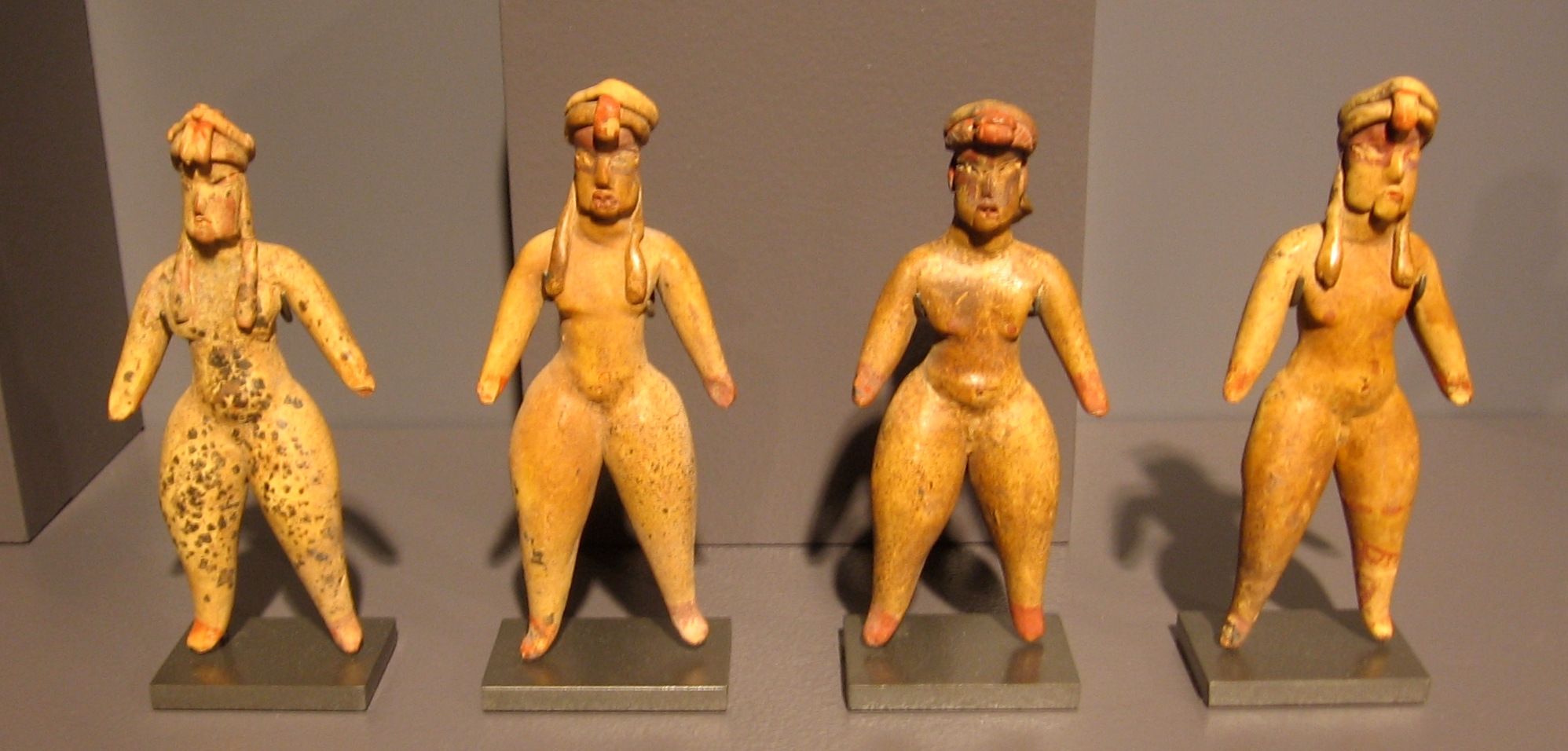
És molt possible que els ancestres dels otomís hagin ocupat el centre de Mèxic des de fa almenys cinc mil·lennis, per la qual cosa haurien participat en la florida de les primeres urbs mesoamericanes. En la imatge, figuretes de ceràmica relacionades amb el culte a la fertilitat. Procedeixen de Tlapacoya (estat de Mèxic). Cultura preclàssica del Centre de Mèxic.

Cap al cinquè mil·lenni abans de l'era cristiana, els pobles de parla otomang formaven una gran unitat. La diversificació de les llengües i la seva expansió geogràfica a partir del que s'ha proposat com el seu urheimat, és a dir, la vall de Tehuacán (actualment a Puebla) va haver d'ocórrer després de la domesticació de la trinitat agrícola mesoamericana, composta per blat de moro, frijol i xili. Això s'estableix amb base en la gran quantitat de cognays que existeixen en les llengües otomang en el repertori de paraules al·lusives a l'agricultura. Després del desenvolupament d'una incipient agricultura, el proto-otomang va donar origen a dues llengües diferenciades que constitueixen els antecedents dels actuals grups oriental i occidental de la família otomang. Seguint amb l'evidència lingüística, sembla probable que els otopames —membres de la branca occidental— hagin arribat a la Conca de Mèxic al voltant del quart mil·lenni abans de l'era cristiana i que, en contra del que sostenen alguns autors, no hagin migrat del nord sinó del sud.
En aquest sentit, és plausible que durant molt temps la població del centre de Mèxic hagi format part de la família de pobles parlants de llengües otomang. A partir del Preclàssic (ss. XXV aC - I dC), el grup lingüístic otopame es va començar a fragmentar cada vegada més, de tal manera que cap al Període Clàssic l'otomí i el mazahua ja eren llengües diferents. Si les cadenes lingüístiques del grup otopame es troben concentrades i més o menys intactes en el centre de Mèxic, és possible que els grups otomang hagin ocupat els seus actuals territoris ètnics des de fa molt temps, la qual cosa portaria a revaluar la seva participació en el sorgiment de poblacions com Cuicuilco, Ticomán, Tlatilco, Tlapacoya i altres durant el Període Preclàssic; però especialment en el desenvolupament de la gran ciutat de Teotihuacan. Encara que diversos autors coincideixen que la població de la Vall de Mèxic durant l'esplendor de Teotihuacan era principalment otomí, es resisteixen a acceptar que també els governants de la metròpoli van poder formar part del mateix grup lingüístic.
La caiguda de Teotihuacan és una fita que assenyala la fi del Clàssic a Mesoamèrica. Els canvis a les xarxes polítiques a nivell mesoamericà, les disputes entre els petits estats rivals i els moviments de població derivats per les perllongades sequeres en el nord de Mesoamèrica van facilitar l'arribada de nous pobladors al centre de Mèxic. Per aquesta època té lloc l'arribada de grans grups de parla nàhuatl que van començar a desplaçar als otomís cap a l'orient. Aquests van arribar llavors a la Sierra Madre Oriental i a algunes zones del vall de Puebla-Tlaxcala. Als segles següents, al territori otomí es van desenvolupar grans estats encapçalats pels pobles nàhues. Al voltant del segle ix, els tolteques van convertir a Tula (Mähñem'ì en otomí) en una de les principals ciutats de Mesoamèrica. Aquesta ciutat va concentrar una bona part de la població de la vall del Mezquital, de filiació otomí; encara que molts d'ells van seguir refugiant-se al sud i a l'orient, en l'estat de Mèxic i la Sierra Madre Oriental.
L'esplendor de l'estat tepaneca d'Azcapotzalco en la conca lacustre de la vall de Mèxic va portar a aquest poble a expandir-se cap a l'occident, ocupant el territori que tradicionalment havia estat ocupat pels pobles otomí, mazahua, matlatzinca i atzinca. D'aquesta manera, els pobles otomís van caure en l'òrbita de poder dels nahues que havien ocupat la conca de Mèxic. Després de la derrota d'Azcapotzalco davant l'aliança de Mèxic-Tenochtitlan i Texcoco, els dominis dels tepaneques en el ponent de l'actual estat de Mèxic van ser assignats a Tlacopan. El territori dels otomís es trobava precisament a la zona on confluïen els dominis dels mexiques i els seus aliats a l'orient i dels tarascos de Michoacán al ponent. Quan els espanyols van arribar al centre de Mèxic, aquesta zona era habitada per diversos grups ètnics que amb freqüència es barrejaven per formar una localitat. És per això que els cronistes d'Índies van reportar que a Tlacopan es parlava otomí, nàhuatl, chocho, matlatzinca i mazahua. Wright Carr assenyala que:
| « | Lluny de ser un poble dominat, els otomís formaven part essencial del panorama polític, militar, econòmic i social del Centre de Mèxic. | » |

### Conquesta
Els otomís van entrar en la història de la Conquesta de Mèxic quan els espanyols van arribar a la regió dominada pels tlaxcalteca. Els otomís van arribar a la regió de Puebla-Tlaxcala durant el període Postclàssic Primerenc, quan el seu territori original va ser envaït pels nàhues procedents de l'occident i el nord de Mesoamèrica. A la regió de la vall de Tlaxcala van conviure amb els senyorius de l'anomenada "República de Tlaxcala", una confederació dominada per tribus nàhues i oposada als mexiques i els seus aliats. Els tlaxcalteques eren aliats militars dels otomíe de Tecóac, als qui es reconeixia com un poble amb grans habilitats per a la guerra. D'acord amb el Còdex Florentí els otomís van ser atacats pels espanyols: 
| « | I quan a Tecoac van arribar, va anar en terra de tlaxcalteques, on estaven poblant els seus otomís. Doncs aquests otomís els van sortir a la trobada en to de guerra; amb escuts els van donar la benvinguda. Però als otomís de Tecoac molt bé els van arruïnar, totalment els van vèncer. Els van dividir en bandes, va haver-hi divisió de grups. Els canonejarrn, els van assetjar amb l'espasa, els fletxaren amb els seus arcs. I no uns pocs sols, sinó tots van perir. I quan Tecoac va ser derrotat, els tlaxcalteques ho van sentir, ho van saber: se'ls va dir. Molt es van acoquinar, van sentir ànsies de mort. Els va sobrevenir gran por, i de temor es van omplir. | » |

D'acord amb la versió dels informants de Sahagún, en veure la ruïna dels otomís de Tecóac els tlaxcalteques van decidir aliar-se amb els espanyols.
De fet els otomis van tenir un paper molt destacat però poc reconegut en la Conquesta de Mèxic. Després de la derrota de l'exèrcit de Cortès en l'episodi de la Nit Trista, els otomís del poble de Teocalhueyacan van visitar Cortès un dia després pel rumb de Naucalpan. En aquesta trobada, els espanyols van rebre menjar i una promesa d'aliança i refugi a la zona de Teocalhueyacan. Els espanyols van visitar aquest poblat i hi van romandre prop de deu dies, recomponent forces militars i aliances de caràcter polític. A instàncies d'aquest grup d'otomís, Cortès va atacar per sorpresa i va massacrar als nahua de Calacoaya el 2 de juliol de 1520, aliats de la Triple Aliança i enemics dels otomís. Aquesta va ser la segona acció militar dels espanyols a la Vall de Mèxic, aquesta vegada reeixida i comptant amb la complicitat dels otomís de Teocalhueyacan. Després de recompondre's, els espanyols van partir rumb al territori aliat de Tlaxcala; però en el camí es van enfrontar novament amb els mexiques en la batalla d'Otumba. En aquesta ocasió van sortir triomfants i per a això van haver d'explicar molt probablement amb l'ajuda dels otomís, tant de Tlaxcala com de Teocalhueyacan.

### Època colonial

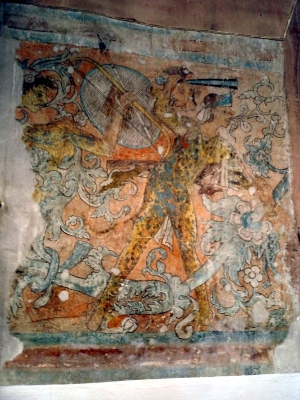
Murals del Temple de San Miguel Arcángel a Ixmiquilpan (Hidalgo).

Els otomís van ser cristianitzats en els anys següents a la Conquesta de Tenochtitlán. Les primeres tasques d'evangelització van ser a càrrec dels franciscans, concentrats a les províncies de Mandenxhí (Xilotepec) i Mäñhemí (Tula), on van realitzar la seva labor entre els anys de 1530 a 1541. En 1548 l'orde dels agustins va aprovar la creació dels convents d'Atocpan i Ixmiquilpan. El convent d'Ixmiquilpan destaca perquè els seus murals (realitzats en la segona meitat del segle xvi) presenten un tema netament indígena (el de la guerra sagrada) en un panorama d'elements relacionats amb la mitologia cristiana. Amb la cristianització dels otomís s'inicia també el procés d'adaptació de les formes d'organització política europees, que van donar origen a l'organització de les comunitats indígenes en majordomia, que, en casos com el dels otomís d'Ixtenco (Tlaxcala) constitueixen un dels pocs elements d'identitat ètnica que encara conserven. De manera paral·lela a aquest procés d'aculturació, en altres parts del centre de Mèxic el franciscà Bernardino de Sahagún feia indagacions entre els pobles nàhues. Els informants de Sahagún van exposar la manera en què els nàhues veien als otomís abans de l'arribada dels espanyols, dels quals van dir "no mancaven de policia, vivien en poblat; tenien la seva república".
Els frares franciscans van aixecar un gran convent, el de Corpus Christi en Tlalnepantla en 1550 i en una de les seves portes laterals anomenada porciúncula es llegeix que va ser construït per igual pels pobles locals nàhues i otomís ara cristianitzats i sotmesos per igual a la corona espanyola. Aquest convent va ser edificat en un lloc que quedava a mig camí entre els dos grans poblats de Tenayuca (mexica) i Teocalhueyacan (otomí). El teocalli de Tenayuca sobreviu fins als nostres dies; però el de Teocalhueyacan no. Atès que se sap que les pedres aportades per a la construcció pels otomís eren de color gris, és possible que aquestes siguin justament les pedres del desaparegut teocalli de Teocalhueyacan, paradoxalment els de Teocalhueyacan van ser uns dels primers aliats de Cortès a la Vall de Mèxic.
Durant la Colònia, els frares van fer una gran labor de recerca sobre les cultures i les llengües indígenes. No obstant això, en comparació del cas dels pobles de parla nàhuatl, els documents produïts sobre els otomís són realment pocs. Luis de Neve y Molina va publicar en 1797 unes Reglas de orthographia, diccionario, y arte del idioma othomí, que van ser redescobertes en 1989. Aquest document se suma a altres manuscrits que van ser produïts amb antelació en el centre de Mèxic. Potser el més conegut d'ells sigui el Còdex de Huamantla, que va ser realitzat a la regió de Tlaxcala en el segle xvi i parla sobre la història dels otomís des de l'època prehispànica fins a la Conquesta. Un altre document d'igual importància és el Còdex de Huichapan, procedent de la vall del Mezquital i realitzat per l'otomí Juan de San Francisco a final del segle xvi.
L'arribada dels espanyols a Mesoamèrica va significar la submissió dels pobles indígenes al domini dels nouvinguts. Cap a la dècada de 1530, totes les comunitats otomís de la Vall del Mezquital i la Barranca de Meztitlán havien estat repartides en encomiendas. Posteriorment, en modificar-se la legislació espanyola, van aparèixer les anomenades repúbliques d'indis, sistemes d'organització política que van permetre certa autonomia de les comunitats otomís pel que fa a les poblacions hispano-mestisses. La creació d'aquestes repúbliques d'indis, l'enfortiment dels cabildos indígenes i el reconeixement de la possessió de les terres comunals per part de l'Estat espanyol van ser elements que van permetre als otomís conservar la seva llengua i, fins a cert punt, la seva cultura indígena. No obstant això, especialment pel que fa a la possessió de la terra, les comunitats indígenes van patir despulles al llarg dels tres segles de colonització espanyola.
Al mateix temps que els espanyols anaven ocupant els antics assentaments otomís —com és el cas de l'actual ciutat de Salamanca (Estat de Guanajuato), fundada en l'assentament otomí de Xidóo ("Lloc de tepetates") en 1603 per decret de Gaspar de Zúñiga y Acevedo, virrei de Nova Espanya—, algunes famílies otomís van ser obligades a acompanyar als espanyols en la conquesta dels territoris al nord de Mesoamèrica, ocupats pels bel·licosos pobles aridoamericans. Van ser colonitzadors els otomís que es van assentar a ciutats com San Miguel el Grande i altres ciutats de El Bajo. De fet, el procés de colonització d'aquest territori va ser essencialment obra dels otomís, tenint com a punta de llança el senyoriu de Xilotepec. A El Bajo els otomís van servir com a pont per la sedentarització i cristianització dels pobles nòmades, que van acabar sent assimilats o exterminats per la força. La importància del Bajo en l'economia de la Nova Espanya li va convertir en un escenari on van confluir posteriorment diferents grups ètnics, inclosos els migrants tlaxcalteca, els purépecha i els espanyols, que finalment acabarien per sobreposar-se a tots els grups indígenes que els van recolzar en la conquesta d'aquest territori que havia estat l'hàbitat de nombrosos pobles classificats com txitximeques. No obstant això, fins al segle xix, la població otomí a El Bajo era encara un component principal, i alguns dels seus descendents romanen en municipis com Tierra Blanca, San José Iturbide i San Miguel de Allén. Els moviments de la població otomí van continuar al llarg de tota l'època colonial. Per exemple, a San Luis Potosí, un total de 35 famílies otomís van ser portades per força per ocupar la perifèria de la ciutat i defensar-la dels atacs dels indígenes nòmades de la regió en 1711. Cal assenyalar que els otomís no van ser els únics indígenes migrants en l'època colonial. Els tlaxcalteca, aliats dels espanyols, van accedir acompanyar-los en la seva campanya cap al nord. Els descendents de la migració tlaxcalteca es troben en diversos poblats dels estats fronterers de Mèxic, com Bustamante (Nuevo León). En diversos llocs, la població otomí va ser delmada no només per les migracions forçades o consentides, sinó per les constants epidèmies que van patir els indígenes mesoamericans després de la Conquesta. Nombroses comunitats van ser arrasades entre els segles xvi i xviii a causa de les malalties.
La submissió al domini espanyol per part dels otomís no fou mai total. Durant el segle xvii es van succeir un gran nombre de conflictes originats per les diferències entre espanyols i indígenes. A Querétaro —la població otomí del qual havia estat assimilada o relegada de les terres de millor qualitat per l'embranzida de l'espanyolització del Bajo— va haver-hi una rebel·lió en 1735 en la capital de la província originada per l'escassetat de grans per a la població. Posteriorment, entre 1767 i 1785, els otomís de Tolimán es van llançar contra les hisendes veïnes que havien despullat a la comunitat indígena dels seus terrenys. La tensió originada per la reocupació de les terres que els hisendats havien obtingut mitjançant la invasió de les terres de les comunitats va desembocar en un nou conflicte a la regió de Tolimán en 1806. Per posar fi a la disputa, va caldre que el Corregidor de Querétaro intervingués i posés a la presó als líders de la rebel·lió. No obstant això, només dos anys més tard la violència va tornar a esclatar a Tolimán, i els indígenes van ocupar novament les terres que havien estat desposseïts.

### Segles XIX i XX

Otomís de Tequixquiac, 1895.

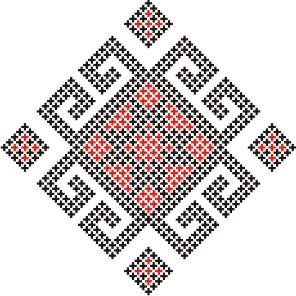
Fragment d'un quexquémitl brodat de Sierra Norte de Puebla, Mèxic.

En general, els indígenes de Mèxic van romandre indiferents a la Guerra d'Independència, no obstant això, a la vall del Mezquital diversos insurgents van aconseguir aliar-se amb els grups otomís de la zona, que veien en la rebel·lió una manera de desfer-se del domini dels criolls i peninsulars, qui s'havien apropiat de grans extensions de terra a la vall i altres zones de l'actual estat d'Hidalgo on els otomís estaven assentats. El capellà rebel Miguel Hidalgo y Costilla, es revoltà el 1810 parlant otomí als pagesos i indis, però fou aixafat.
Eren otomís els qui donaren suport a Julián Villagrán i José Francisco Osorio, que van controlar el nord de la intendència de Mèxic durant diversos anys al principi de la guerra. En finalitzar la guerra, el país es va veure embolicat en una sèrie de rebel·lions internes que també van arrossegar als pobles indígenes. El 1849, per tal de contribuir a la Guerra amb els EUA, el governador de Querétaro de Arteaga s'apropià de les terres dels indis morts, cosa que provocarà la revolta dels otomí, pame, jonaz i txitximeca. S'armaren amb pals, ganivets, i garrots i atacaren el palau de govern, però patiren una forta repressió. Aleshores el cap Eleuterio Quiroz es va fer fort a la Sierra Gorda i va organitzar partides guerrillers que ocuparen Ciudad Fernández i Río Verde, però fracassaren davant San Luis Potosí. Finalment foren derrotats per la fam i per una amnistia decretada pel govern. I per tal d'apaivagar els ànims, van instal·lar a Sierra Gorda tres colònies militars i un grup de missioners, alhora que van fer un petit repartiment de terres.
Les reformes liberals dels governs de Valentín Gómez Farías i Benito Juárez van ocasionar la pèrdua de la personalitat jurídica que havien tingut les comunitats indígenes durant la Colònia. L'aplicació de les lleis de desamortització de la terra van provocar un conflicte agrari en el nord de l'estat de Mèxic —corresponent en l'actualitat al territori d'Hidalgo— des de Huejutla fins a Meztitlán, protagonitzat per les comunitats otomís i nàhues que es van veure desposseïdes de les seves terres.
El 2 de juny del 1990 fou detingut a Mèxic DF l'activista otomí Manuel Martínez San Agustín, mariachi que no sap espanyol, sense ordre judicial, seleccionat per la policia a l'atzar per implicar-lo en una investigació sobre un assassinat. Després de passar quatre dies indocumentat i torturat, signà una confessió en espanyol i fou jutjat i condemnat a 24 anys de prsó. És considerat per Amnistia Internacional pres de consciència.
Un cas més greu es va donar del gener al març del 1994, quan foren detinguts els germans otomí Diego i Claudio Martínez Villanueva, sordomuts, analfabets i retardats mentals, que foren posts sota custòdia acussats també d'assassinat amb una confessió de culpabilitat arrencada amb tortures. Fins a març del 1995 no els soltaren definitivament.